# Premjer-Liga 2014/15
Het seizoen 2014/15 van de Premjer-Liga was het 23ste seizoen van de hoogste Russische voetbalcompetitie sinds de oprichting van de Premjer-Liga. Aan de competitie deden 16 clubteams mee. Het seizoen ging van start op 1 augustus 2014 en eindigde op 30 mei 2015.

## Teams
In het seizoen 2013/14 zijn Anzji Machatsjkala en Volga Nizjni Novgorod rechtstreeks gedegradeerd. In de plaats van deze twee teams kwamen kampioen van de FNL 2013/14, Mordovia Saransk, en de nummer twee, Arsenal Toela. In de play-offs promotie/degradatie waren de nummers drie en vier van de FNL, respectievelijk Torpedo Moskou en FK Oefa, te sterk voor Krylia Sovetov Samara en Tom Tomsk.
| Club                  | Plaats            | Stadion                  | Cap    | Shirtsponsor |
| --------------------- | ----------------- | ------------------------ | ------ | ------------ |
| Amkar Perm            | Perm              | Zvezda Stadion           | 17.000 | Joma         |
| FK Arsenal Toela      | Toela             | Arsenalstadion           | 20.040 | Macron       |
| CSKA Moskou           | Moskou            | Arena Chimki             | 18.636 | Adidas       |
| Dinamo Moskou         | Moskou            | Arena Chimki             | 18.636 | Nike         |
| Krasnodar             | Krasnodar         | Koeban Stadion           | 31.654 | Kappa        |
| FK Koeban Krasnodar   | Krasnodar         | Koeban Stadion           | 31.654 | Adidas       |
| Lokomotiv Moskou      | Moskou            | Lokomotivstadion         | 28.800 | Adidas       |
| FK Mordovia Saransk   | Mordovië          | Startstadion             | 11.613 |              |
| FK Oefa               | Oefa              | Dynamo stadion           | 6.000  |              |
| FK Oeral              | Jekaterinenburg   | Centraal stadion         | 27.000 | Adidas       |
| Rostov                | Rostov aan de Don | Olimp-2                  | 15.840 |              |
| Roebin Kazan          | Kazan             | Kazan Arena              | 45.105 | Puma         |
| Spartak Moskou        | Moskou            | Otkrytie Arena           | 42.000 | Nike         |
| Terek Grozny          | Grozny            | Achmat Arena             | 30.597 | Adidas       |
| Torpedo Moskou        | Moskou            | Edoeard Streltsovstadion | 14.685 |              |
| Zenit Sint-Petersburg | Sint-Petersburg   | Petrovski                | 21.750 | Nike         |

## Uitslagen
|           | AMK | ARS | CSK | DIN | KRA | KOE | LOK | MOR | ROS | ROE | SPA | TER | TOR | OEF | OER | ZEN |
| --------- | --- | --- | --- | --- | --- | --- | --- | --- | --- | --- | --- | --- | --- | --- | --- | --- |
| Amkar     |     | 0–1 | 1–0 | 2–0 | 1–2 | 1–0 | 1–1 | 0–1 | 2–0 | 0–3 | 2–0 | 2–1 | 0–0 | 0–1 | 2–1 | 1–0 |
| Arsenal   | 4–0 |     | 1–4 | 1–2 | 0–3 | 0–1 | 0–2 | 0–1 | 1–1 | 0–0 | 1–0 | 1–1 | 1–3 | 0–1 | 1–2 | 0–4 |
| CSKA      | 2–1 | 2–1 |     | 1–2 | 1–1 | 6–0 | 1–0 | 4–0 | 6–0 | 3–0 | 0–1 | 1–0 | 4–1 | 5–0 | 3–1 | 0–1 |
| Dinamo    | 5–0 | 2–2 | 1–0 |     | 1–1 | 2–2 | 2–2 | 2–1 | 7–3 | 0–2 | 1–2 | 3–0 | 0–0 | 3–1 | 2–0 | 0–1 |
| Krasnodar | 1–1 | 3–0 | 2–1 | 0–2 |     | 3–2 | 1–0 | 4–0 | 2–1 | 2–0 | 4–0 | 2–0 | 2–2 | 0–2 | 1–1 | 2–2 |
| Koeban    | 1–0 | 5–1 | 0–1 | 1–2 | 1–1 |     | 2–1 | 0–0 | 2–2 | 2–1 | 3–3 | 1–0 | 1–1 | 2–0 | 0–2 | 0–0 |
| Lokomotiv | 3–1 | 0–1 | 1–3 | 4–2 | 0–0 | 1–1 |     | 1–1 | 2–1 | 3–0 | 1–0 | 2–1 | 2–0 | 0–0 | 1–0 | 0–1 |
| Mordovia  | 1–0 | 1–0 | 0–1 | 0–1 | 2–1 | 0–0 | 0–0 |     | 0–0 | 0–1 | 1–3 | 1–0 | 1–0 | 0–2 | 2–1 | 1–0 |
| Rostov    | 1–1 | 0–1 | 1–1 | 2–2 | 0–2 | 2–1 | 0–1 | 2–1 |     | 1–2 | 2–1 | 0–1 | 1–0 | 2–0 | 1–0 | 0–5 |
| Roebin    | 1–1 | 1–0 | 2–1 | 1–1 | 1–2 | 1–0 | 1–1 | 5–0 | 2–0 |     | 0–4 | 2–1 | 2–1 | 1–1 | 2–1 | 0–1 |
| Spartak   | 3–3 | 2–0 | 0–4 | 1–0 | 1–3 | 1–1 | 1–1 | 4–2 | 1–1 | 1–0 |     | 1–1 | 3–1 | 1–2 | 2–0 | 1–1 |
| Terek     | 4–0 | 3–0 | 1–2 | 0–0 | 0–1 | 0–0 | 0–0 | 1–0 | 2–1 | 1–1 | 4–2 |     | 0–1 | 1–0 | 1–3 | 1–2 |
| Torpedo   | 1–1 | 0–1 | 0–2 | 1–3 | 0–3 | 0–0 | 0–1 | 2–0 | 2–1 | 2–2 | 0–1 | 0–0 |     | 2–2 | 3–1 | 1–1 |
| Oefa      | 1–1 | 0–1 | 3–3 | 0–2 | 0–2 | 3–2 | 1–0 | 1–2 | 0–0 | 1–1 | 1–2 | 0–1 | 1–1 |     | 0–1 | 1–1 |
| Oeral     | 1–0 | 1–0 | 3–4 | 2–1 | 1–1 | 0–1 | 2–0 | 2–3 | 0–1 | 1–3 | 2–0 | 0–1 | 0–2 | 1–1 |     | 1–2 |
| Zenit     | 2–0 | 1–0 | 2–1 | 3–2 | 4–0 | 1–0 | 1–0 | 5–0 | 3–0 | 1–1 | 0–0 | 1–3 | 8–1 | 1–0 | 3–0 |     |

## Eindstand
| №  | Club                  | WG | W  | G  | V  | DV | DT | +/– | Punten |
| -- | --------------------- | -- | -- | -- | -- | -- | -- | --- | ------ |
|    | Zenit Sint-Petersburg | 30 | 20 | 7  | 3  | 58 | 17 | +41 | 67     |
| 2  | CSKA Moskou           | 30 | 19 | 3  | 8  | 67 | 27 | +40 | 60     |
| 3  | FK Krasnodar          | 30 | 17 | 9  | 4  | 52 | 27 | +25 | 60     |
| 4  | Dinamo Moskou         | 30 | 14 | 8  | 8  | 53 | 36 | +17 | 50     |
| 5  | Roebin Kazan          | 30 | 13 | 9  | 8  | 39 | 33 | +6  | 48     |
| 6  | Spartak Moskou        | 30 | 12 | 8  | 10 | 42 | 42 | 0   | 44     |
| 7  | Lokomotiv Moskou      | 30 | 11 | 10 | 9  | 31 | 25 | +6  | 43     |
| 8  | Mordovia Saransk      | 30 | 11 | 5  | 14 | 22 | 43 | –21 | 38     |
| 9  | Terek Grozny          | 30 | 10 | 7  | 13 | 30 | 30 | 0   | 37     |
| 10 | Koeban Krasnodar      | 30 | 8  | 12 | 10 | 32 | 36 | –4  | 36     |
| 11 | FK Amkar Perm         | 30 | 8  | 8  | 14 | 25 | 42 | –17 | 32     |
| 12 | FK Oefa               | 30 | 7  | 10 | 13 | 26 | 39 | –13 | 31     |
| 13 | FK Oeral              | 30 | 9  | 3  | 18 | 31 | 44 | –13 | 30     |
| 14 | FK Rostov             | 30 | 7  | 8  | 15 | 27 | 51 | –24 | 29     |
| 15 | Torpedo Moskou        | 30 | 6  | 11 | 13 | 28 | 45 | –17 | 29     |
| 16 | FK Arsenal Toela      | 30 | 7  | 4  | 19 | 20 | 46 | –26 | 25     |

|  | Kwalificatie voor groepsfase UEFA Champions League 2015/16      |
|  | Kwalificatie voor derde voorronde UEFA Champions League 2015/16 |
|  | Kwalificatie voor groepsfase UEFA Europa League 2011/12         |
|  | Kwalificatie voor derde voorronde UEFA Europa League 2015/16    |
|  | Naar play-offs promotie/degradatie                              |
|  | Degradatie naar de Eerste Divisie                               |

## Statistieken

### Topscorers
- In onderstaand overzicht zijn alleen de spelers opgenomen met tien of meer treffers achter hun naam.

| № | Speler              | Club                 | Goals | Pen. | Duels | Gem  |
| - | ------------------- | -------------------- | ----- | ---- | ----- | ---- |
| 1 | Hulk                | Zenit St. Petersburg | 15    | 3    | 28    | 0,54 |
| 2 | Roman Jerjomenko    | CSKA Moskou          | 13    | 0    | 25    | 0,52 |
| 3 | José Salomón Rondón | Zenit St. Petersburg | 13    | 0    | 26    | 0,50 |
| 4 | Quincy Promes       | Spartak Moskou       | 13    | 0    | 28    | 0,46 |
| 5 | Bebars Natcho       | CSKA Moskou          | 12    | 7    | 26    | 0,46 |
| 6 | Igor Portnyagin     | Roebin Kazan         | 11    | 0    | 26    | 0,42 |
| 7 | Kevin Kurányi       | Dinamo Moskou        | 10    | 3    | 24    | 0,42 |
| 8 | Ahmed Musa          | CSKA Moskou          | 10    | 0    | 30    | 0,33 |

### Assists
- In onderstaand overzicht zijn alleen de spelers opgenomen met tien of meer assists achter hun naam.

| № | Speler           | Club                 | Assists | Duels | Gem. |
| - | ---------------- | -------------------- | ------- | ----- | ---- |
| 1 | Danny            | Zenit St. Petersburg | 12      | 28    | 0,43 |
| 2 | Mathieu Valbuena | Dinamo Moskou        | 12      | 25    | 0,48 |
| 3 | Balázs Dzsudzsák | Dinamo Moskou        | 11      | 29    | 0,38 |
| 4 | Hulk             | Zenit St. Petersburg | 10      | 28    | 0,36 |

### Meeste speelminuten
Bijgaand een overzicht van de spelers die in het seizoen 2014/15 in alle 30 competitieduels in actie kwamen voor hun club, van de eerste tot en met de laatste minuut.
| Naam                | Club             | Duels | Min.  | Werd in het veld gebracht | Werd van het veld gehaald |
| ------------------- | ---------------- | ----- | ----- | ------------------------- | ------------------------- |
| Igor Akinfejev      | CSKA Moskou      | 30    | 2.700 | 0                         | 0                         |
| Aleksandr Belenov   | Koeban Krasnodar | 30    | 2.700 | 0                         | 0                         |
| Anton Kochenkov     | Mordovia Saransk | 30    | 2.700 | 0                         | 0                         |
| Viktor Vasin        | Mordovia Saransk | 30    | 2.700 | 0                         | 0                         |
| Sergej Ignasjevitsj | CSKA Moskou      | 30    | 2.700 | 0                         | 0                         |
| Stipe Pletikosa     | FK Rostov        | 30    | 2.700 | 0                         | 0                         |

### Nederlanders
Bijgaand een overzicht van de Nederlandse voetballers die in het seizoen 2014/15 uitkwamen in de Premjer-Liga .
| Naam                    | Club             | Debuut     | Duels | Goals |
| ----------------------- | ---------------- | ---------- | ----- | ----- |
| Quincy Promes           | Spartak Moskou   | 14.08.2014 | 28    | 13    |
| Douglas Franco Teixeira | Dinamo Moskou    | 01.09.2013 | 23    | 3     |
| Alexander Büttner       | Dinamo Moskou    | 03.08.2014 | 19    | 0     |
| Mitchell Donald         | Mordovia Saransk | 02.08.2014 | 12    | 2     |
| Lorenzo Ebecilio        | Mordovia Saransk | 02.08.2014 | 10    | 2     |

## Prijzen

### Team van het Jaar
- Verkozen door het Russische sportdagblad Sport-Express.

| Doel                                                 |
| Igor Akinfejev (CSKA Moskou)                         |
| Verdediging                                          |
| Domenico Criscito (FK Zenit Sint-Petersburg)         |
| Ezequiel Garay (FK Zenit Sint-Petersburg)            |
| Vasili Berezoetski (CSKA Moskou)                     |
| Igor Smolnikov (FK Zenit Sint-Petersburg)            |
| Middenveld                                           |
| Alan Dzagojev (CSKA Moskou)                          |
| Bibras Natkho (CSKA Moskou)                          |
| Roman Jerjomenko (CSKA Moskou)                       |
| Givanildo Vieira de Souza (FK Zenit Sint-Petersburg) |
| Aanval                                               |
| Igor Portnjagin (Roebin Kazan)                       |
| Ariclenes da Silva Ferreira (FK Krasnodar)           |

### Individuele onderscheidingen

#### Sport-Express
- Speler van het Jaar:

  Roman Jerjomenko (CSKA Moskou)
- Beste Veteraan (+ 33 jaar):

 Gökdeniz Karadeniz (Roebin Kazan)
- Beste Jeugdspeler (– 23 jaar):

 Elmir Nabioellin (Roebin Kazan)
- Beste Junior (– 20 jaar):

 Aleksej Mirantsjoek (Lokomotiv Moskou)
- Beste Nieuwkomer:

 Ezequiel Garay (FK Zenit Sint-Petersburg)
- Beste Buitenlander:

 Ezequiel Garay (FK Zenit Sint-Petersburg)
- Beste Tussentijdse Nieuwkomer:

 Roman Sjirokov (FK Krasnodar)